# Elva

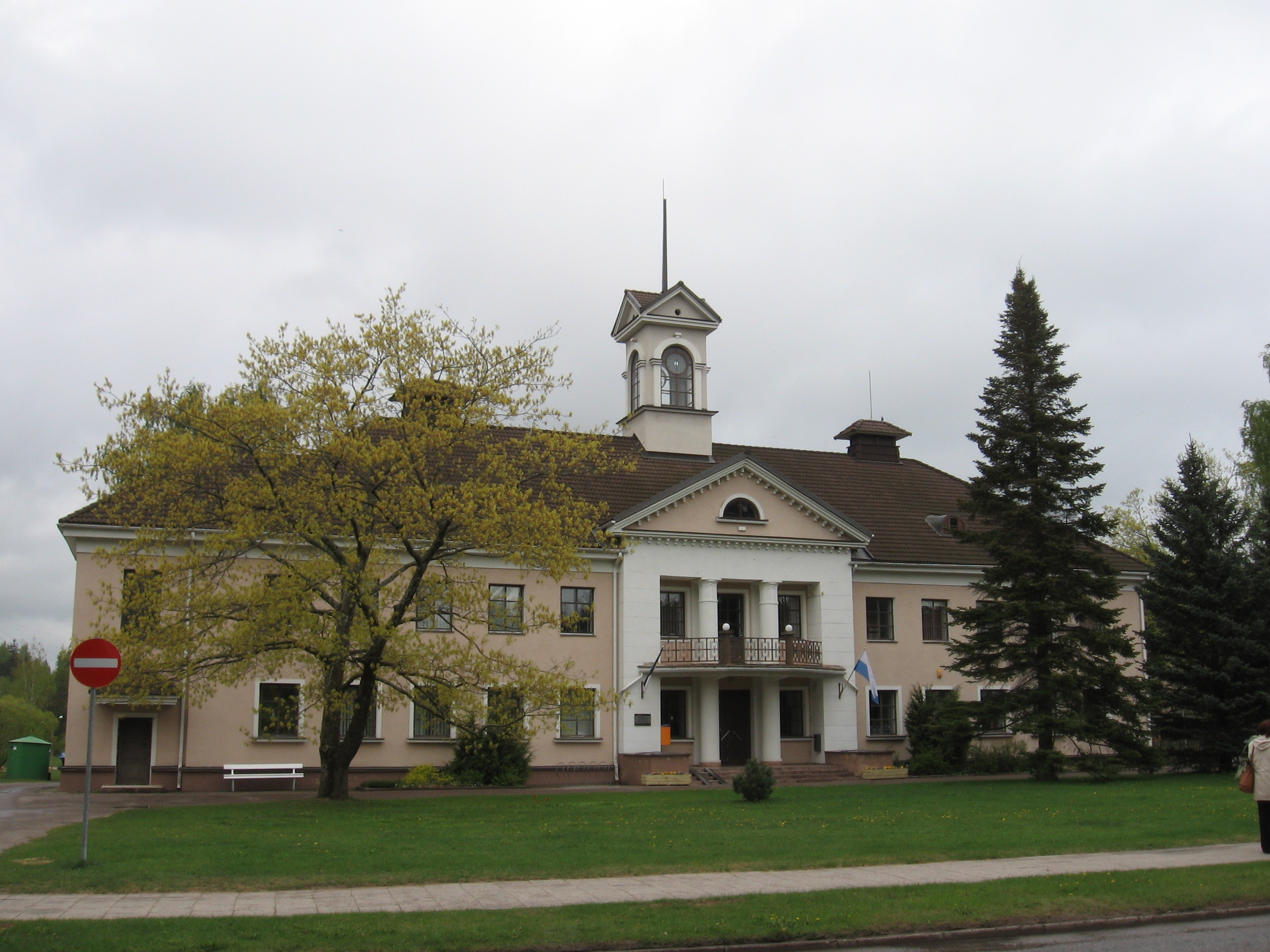
Rathaus in Elva

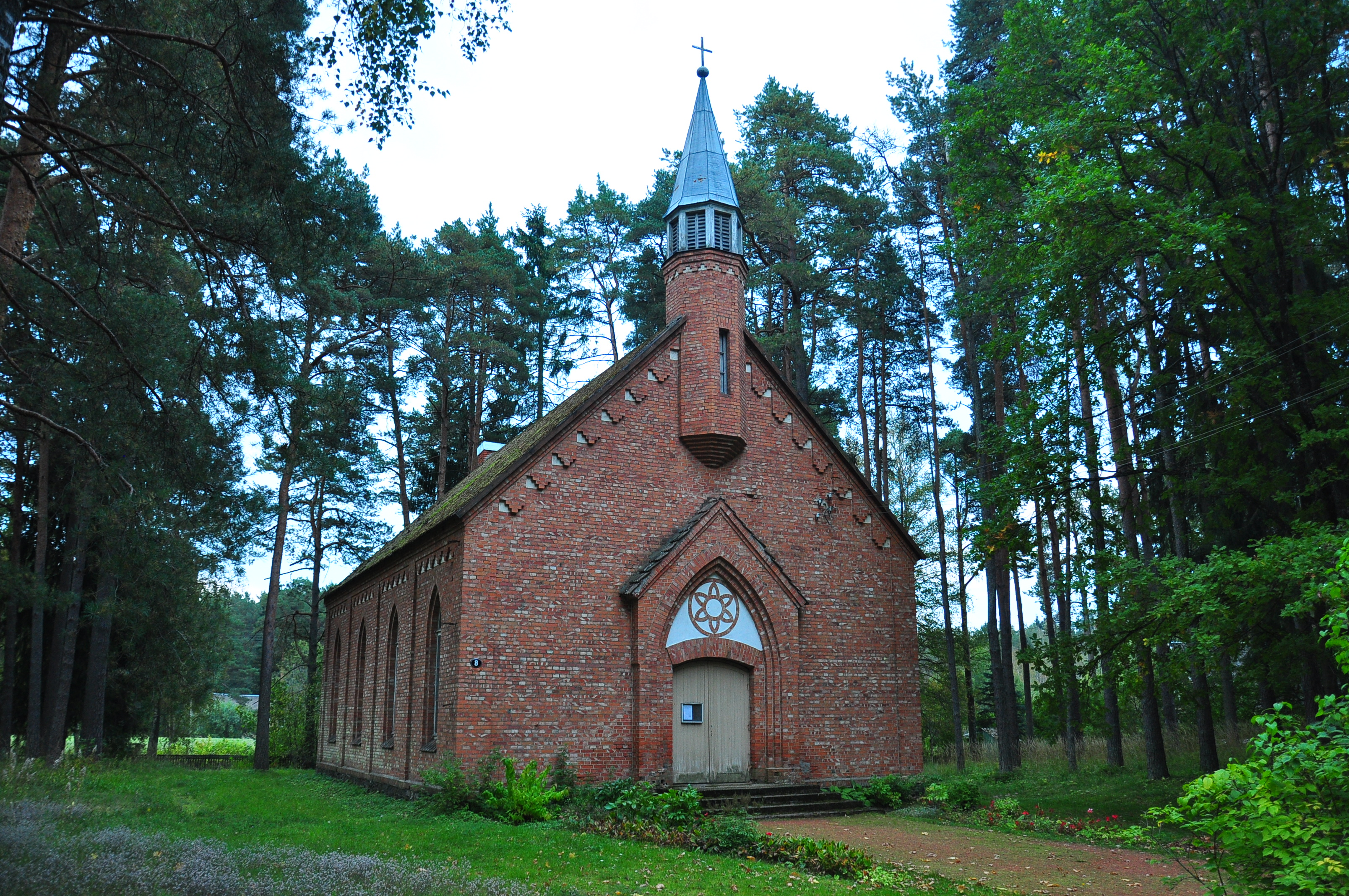
Evangelisch-Lutherische Kirche Elva

Elva ist eine estnische Kleinstadt im Kreis Tartu. Bis 2017 bildete sie eine eigenständige Stadtgemeinde, seither gehört sie zur Landgemeinde Elva.

## Landschaftsbild
In Elva gibt es waldartige Parks und Naturschutzgebiete (40 % des Stadtgebiets), zwei Seen sowie einen Fluss, den Elva-Fluss (est. Elva jõgi).

## Geschichte

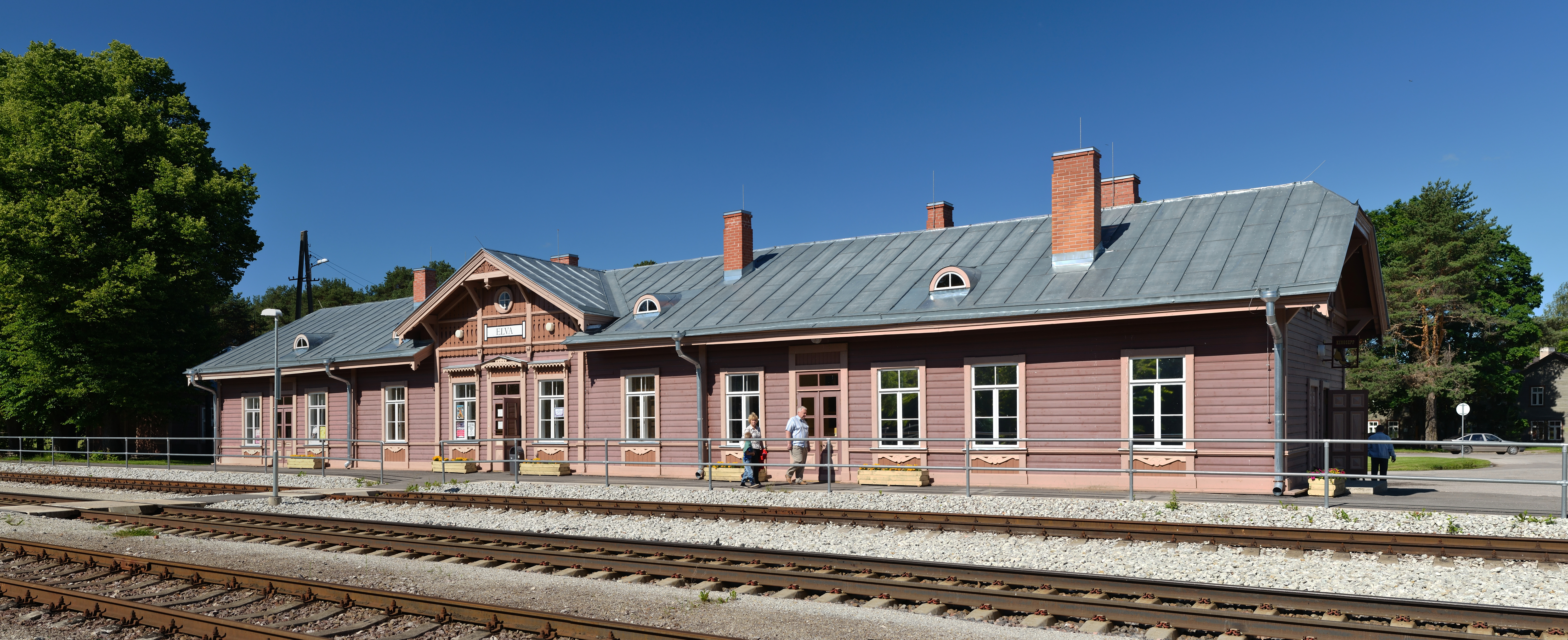
Bahnhof in Elva

Im Jahre 1889 wurde an der Bahnstrecke Tartu–Valga ein Bahnhof gebaut, der nach dem Elva-Fluss benannt wurde. Bis dahin gab es an der Stelle nur einige Bauernhöfe und eine Poststation. An der Bahnstation entstand in den nächsten Jahrzehnten eine Siedlung.
Am 1. Juni 1923 erhielt Elva die Ortschaftsrechte, dessen Verwaltung plante viele Tourismuseinrichtungen. 1934 wurde Elva ein Luftkurort. Schon 1938 bekam der Ort die Stadtrechte.
Von 1940 bis 1941 und dann wieder ab 1944 war Elva wie ganz Estland sowjetisch.
Im Rahmen der Deutschen Besetzung Estlands 1941 entstand in Elva ein zwischenzeitliches Machtvakuum; estnische Milizionäre, sogenannte Waldbrüder, befreiten Elva von der sowjetischen Besetzung. Am 10. Juli 1941 begann der Postmeister damit, vorhandene sowjetische Briefmarken und Postkartenformulare mit einem Handstempel EESTI POST zu überstempeln. Dies geschah mit Zustimmung der örtlichen Miliz und sollte die estnische Unabhängigkeit unterstreichen. Der Verkauf wurde dann aber auf Anordnung der deutschen Besatzungsmacht schon am 12. August 1941 eingestellt, da eine Fortsetzung der estnischen Unabhängigkeit nicht vorgesehen war.
Von 1950 bis 1962 war Elva Zentrum eines Bezirks der Estnischen SSR.
| Jahr      | 1959 | 1970 | 1979 | 1989 | 20081 |
| Einwohner | 4800 | 6365 | 6358 | 6325 | 6258  |

1 Stand: 1. Januar; Quelle: Offizielle Website Elva

## Evangelisch-Lutherische Kirche Elva
Der Bau der von dem Tartuer Stadtarchitekten Arved Eichhorn (1879–1922) entworfenen Kirche wurde vor dem Ersten Weltkrieg begonnen und 1920 fertiggestellt. Der kleine rote Backsteinbau, inspiriert von der Gotik, ist geprägt von einem kleinen achteckigen Kragturm mit Zelthelm. Das gewölbte Feld des Spitzbogenportals, das mit einer dekorativen Scheibe des Haupteingangs bekrönt ist, ist mit einer Imitation eines rosa Fensters verziert. Die Längswände werden durch Spitzfenster und dazwischen liegende Lamellen gegliedert. Im südlichen Teil schließt sich eine kleine rechteckige Apsis an den Längsbau an, mit kleinen Nebenräumen zu beiden Seiten. Der Akzent des einfachen Innenraums mit zylindrischer Holzdecke ist die Glasmalerei im Altarteil. Dolores Hoffmann (geb. 1937), eine Glasmalerei-Künstlerin estnisch-deutscher Herkunft, fertigte 1995 eigens für die Kirche von Elva ein Glasfenster an. Die beleuchtete Glasmalerei befindet sich in der Rückwand des Altars. Das Buntglasfenster zeigt die Könige, die den neugeborenen Christus anbeten. Unten im Bild ist die Kirche von Elva.

## Sport
Im Rahmen der Worldloppet findet hier der Ski-Tartu Maraton über 63 Kilometer von Otepää nach Elva statt.
- FC Elva

## Städtepartnerschaften
Elva unterhält Städtepartnerschaften zu Perniö und Kempele in Finnland sowie Kristinehamn in Schweden.

## Söhne und Töchter der Stadt
- Kalju Koch (* 1941), Radrennfahrer
- Gaido Päär (1954–2023), Radrennfahrer
- Mihkel Joosep (* 1957), Radrennfahrer
- Urmas Kruuse (* 1965), Politiker
- Ago Markvardt (* 1969), sowjetisch-estnischer Skisportler (Nordische Kombination)
- Caspar Austa (* 1982), Mountainbike- und Straßenradrennfahrer
- Priit Viks (* 1982), Biathlet
- Kauri Kõiv (* 1983), Biathlet
- Kalle Kriit (* 1983), Radrennfahrer
- Luisa Värk (* 1987), Sängerin
- Kerli (* 1987), Sängerin
- Kevin Maltsev (* 2000), Skispringer